# Перейра, Антониу
Антониу Перейра (порт. António Pereira; 4 апреля 1888, Кадавал — 17 февраля 1978) — португальский борец греко-римского стиля и тяжелоатлет. Участник летних Олимпийских игр 1912, 1924 и 1928 годов.

## Биография
Антониу Перейра родился 4 апреля 1888 года в португальском городе Кадавал.
В 1912 году вошёл в состав сборной Португалии на летних Олимпийских играх в Стокгольме. В греко-римской борьбе в весовой категории до 60 кг в первом раунде проиграл за 2 минуты Лаури Хаапанену из Финляндии, а в третьем — Карлу-Георгу Андерссону из Швеции, после чего выбыл из турнира.
В 1924 году вошёл в состав сборной Португалии на летних Олимпийских играх в Париже. В тяжёлой атлетике в весовой категории до 60 кг поднял 55 кг в рывке одной рукой, 65 кг в толчке одной рукой и жиме, однако в рывке двумя руками не поднял вес и выбыл из турнира.
В 1928 году вошёл в состав сборной Португалии на летних Олимпийских играх в Амстердаме. В тяжёлой атлетике в весовой категории до 60 кг поделил 11-13-е места с Фердинандом Ренье из Бельгии и Ойгеном Мюльбергером из Германии, подняв в сумме троеборья 255 кг (70 кг в жиме, 80 кг в рывке, 105 кг в толчке).
Умер 17 февраля 1978 года.